# Helio Silva
Hélio Ribeiro da Silva (Río de Janeiro, 10 de abril de 1904 – Ib., 21 de febrero de 1995) fue un periodista e historiador brasileño.

## Biografía
Nació en el barrio carioca de Riachuelo y estudió Medicina en la Facultad de la Universidad Federal de Río de Janeiro, mientras trabajaba en el Correo para pagar sus estudios. Como médico trabajó en la Santa Casa da Misericordia de Río de Janeiro.
En la década de 1920 dividió su tiempo entre la medicina y el periodismo. Colaboró en los periódicos O Brasil, O Imparcial, A Tribuna, A Rua, O País, Jornal do Brasil y las revistas ABC y Phoenix. También colaboró con los órganos de prensa paulistas Correio Paulistano, Jornal do Comércio y O Combate. 
En 1930 dirigía en São Paulo la versión local de O País, cuando el periódico fue incendiado por partidarios de la Revolución de 1930. El ambiente político lo obligó a dejar el periodismo por un tiempo. Trabajó como vendedor de seguros hasta ser invitado a dirigir la edición carioca de la Folha da Noite. En 1949 pasó a ser redactor jefe de la Tribuna da Imprensa,  con el respaldo de Carlos Lacerda. Junto a Alceu Amoroso Lima y Paulo Sá, fundó el Partido Demócrata Cristiano.
En 1959 comenzó a publicar sus estudios históricos en la Tribuna da Imprensa, estimulado por Lacerda y Odylo Costa Filho. Esos trabajos fueron el embrión de su serie Ciclo de Vargas, reunida en 16 volúmenes por la editora Civilización Brasileña. Los estudios se basaron principalmente en los archivos de Getúlio Vargas, Osvaldo Aranha y otros políticos, y contaron con la colaboración de Maria Cecília Ribas Carneiro, cuya coautoría, debido a la resistencia del editor Ênio da Silveira, solo fue reconocida a partir de 1972.
Fue presidente del Consejo Administrativo de la Associação Brasileira de Imprensa (ABI - Asociación Brasileña de Prensa). Era cirujano emérito del Colegio Brasileño de Cirujanos y miembro del Colegio Internacional de Cirujanos.
En la década de 1990 ingresó al monasterio de São Bento, con el nombre de Don Lucas. Permaneció en la orden benedictina hasta su muerte.

## Obras
- 1964 Golpe ou contragolpe?
- História da República brasileira (en 21 volúmenes).
- Noite de agonia.
- Memórias: a verdade de um revolucionário.
- O poder civil.
- O poder militar.
- 20 anos de golpe militar.
- Vargas, uma biografia política.

### Ciclo Vargas
- 1889 – A República não esperou o amanhecer
- 1922 – Sangue na areia de Copacabana
- 1926 – A grande marcha
- 1930 – A revolução traída
- 1931 – Os tenentes no poder
- 1932 – Guerra paulista
- 1933 – A crise no tenentismo
- 1934 – A constituinte
- 1935 – A revolta vermelha
- 1937 – Todos os golpes se parecem
- 1938 – Terrorismo em campo verde
- 1939 – Vésperas de guerra
- 1942 – Guerra no continente
- 1944 – O Brasil na guerra
- 1945 – Por que depuseram Vargas
- 1954 – Um tiro no coração[3]